# Sylvester (Georgia)
Sylvester è una città degli Stati Uniti d'America, situata nello Stato della Georgia e in particolare nella contea di Worth, della quale è il capoluogo.